# Mikroregion Uberaba

Mikroregion Uberaba

Mikroregion Uberaba – mikroregion w brazylijskim stanie Minas Gerais należący do mezoregionu Triângulo Mineiro e Alto Paranaíba.

## Gminy
- Uberaba
- Conceição das Alagoas
- Delta
- Conquista
- Campo Florido
- Veríssimo
- Água Comprida